# Newell Oler
Newell Franklin Barrett (* 17. August 1934 in Mount Pleasant; † 21. Oktober 2001) war ein US-amerikanischer Pianist.
Sein Repertoire umfasste Lieder aus dem Great American Songbook sowie Musikstücke klassischer und romantischer Komponisten.

## Diskographie
- A 'Caroling We Shall Go
- Anodynes
- All The Day Long
- Autumn Song
- Because You Asked
- Celestial Gershwin
- Christmas Is Coming
- Country Backroads
- Country Boy, City Boy
- Fireside Piano
- In A Purple Twilight
- Lingering Memories Of The Masters
- Listen To The Calm
- Mood Country
- Phantasmic Broadway
- Pianistic Indescretions
- Piano Demitasse
- Reflections
- Reminiscences
- Santa By Starlight
- Tender Moments
- The Classical Mystique
- Wandering and Remembering
- Warm Moon Piano
- Wish You Were Here